# Synapturanus
Synapturanus là một chi động vật lưỡng cư trong họ Nhái bầu, thuộc bộ Anura.

## Species
This genus has six recognized species:
| Binomial name and author | Common name         |  |
| --- | ------------------- |  |
| Synapturanus ajuricaba Fouquet, Leblanc, Fabre, Rodrigues, Menin, Courtois, Dewynter, Hölting, Ernst, Peloso, and Kok, 2021   |                     |  |
| Synapturanus mesomorphus Fouquet, Leblanc, Fabre, Rodrigues, Menin, Courtois, Dewynter, Hölting, Ernst, Peloso, and Kok, 2021 |                     |  |
| Synapturanus mirandaribeiroi Nelson and Lescure, 1975                                                                         | Miranda's disc frog |  |
| Synapturanus rabus Pyburn, 1977                                                                                               | Vaupes disc frog    |  |
| Synapturanus salseri Pyburn, 1975                                                                                             | Timbo disc frog     |  |
| Synapturanus zombie Fouquet, Leblanc, Fabre, Rodrigues, Menin, Courtois, Dewynter, Hölting, Ernst, Peloso, and Kok, 2021      | Zombie frog         |  |

Another type of Synapturanus nicknamed "The Plump Digger" was discovered by scientists in the Pico da Neblina National Park, Brazil in 2018.